# فلج دارس (نزوى)
فلج دارس؛ يقع في ولاية نزوى التاريخية بمحافظة الداخلية، حيث يعتبر من أكبر الأفلاج في سلطنة عمان وأحد أهم الأفلاج العمانية التاريخية والمزارات السياحية الفريدة، وهو من نوع الأفلاج الداؤودية.

## نبذة
يبدأ فلج دارس من منطقة متوسطة في الوادي الأبيض، شمال نزوى جنوب بلدتي (كمة وتنوف)، ثم يتابع طريقه إلى منطقة الشريعة في حديقة مرفع دارس، وتبلغ المسافة بين منطقة الشريعة وأم الفلج نحو أربعة كيلومترات.

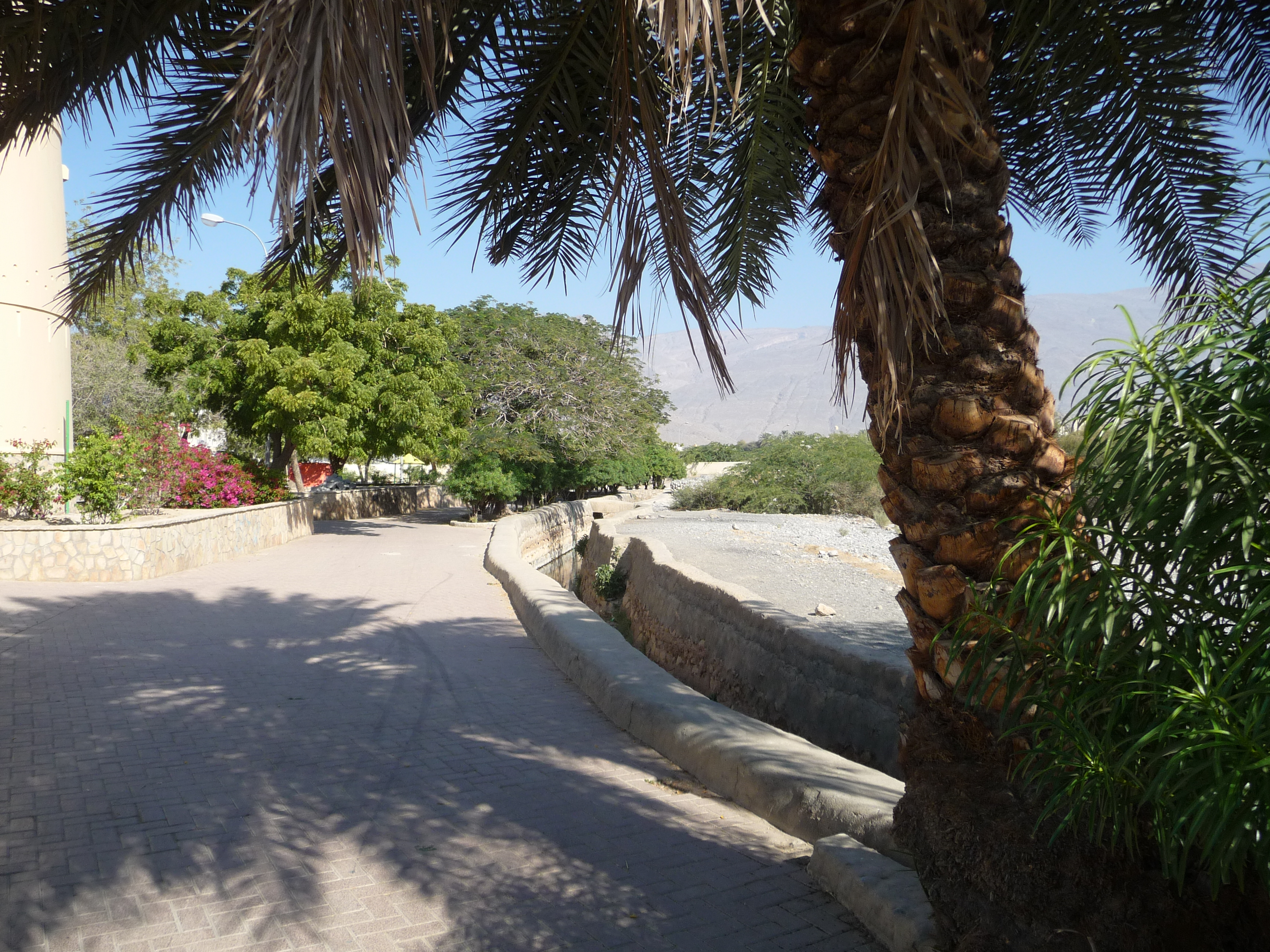
حديقة فلج دارس

## قائمة التراث العالمي لمنظمة (اليونسكو)
أدرج فلج دارس ضمن قائمة التراث العالمي ضمن خمسة أفلاج عمانية في عام 2006م وذلك لكونه من أكبر الأفلاج في سلطنة عمان من حيث كمية مياهه المتدفقة وطول قناة التصريف التي تمتد لـ 5 كيلومترات.